# Wspólnota administracyjna Barchfeld
Wspólnota administracyjna Barchfeld (niem. Verwaltungsgemeinschaft Barchfeld) – dawna wspólnota administracyjna w Niemczech, w kraju związkowym Turyngia, w powiecie Wartburg. Siedziba wspólnoty znajdowała się w miejscowości Barchfeld.
Wspólnota administracyjna zrzeszała dwie gminy wiejskie: 
1. Barchfeld
2. Immelborn

31 grudnia 2012 wspólnota została rozwiązana, a gminy wchodzące w jej skład utworzyły nowa gminę Barchfeld-Immelborn i stały się automatycznie jej dzielnicami.